# Junior Boys
Junior Boys est un groupe d'electro et de pop indépendante originaire d'Hamilton en Ontario au Canada.

## Biographie
Les Junior Boys se sont formés en 1999. La formation originale était un duo composé de Jeremy Greenspan et de Johnny Dark. Leur idée était d'aboutir à un son qui résumerait leurs différentes influences. Après plusieurs années de collaboration, ils produisirent une démo qui ne rencontra pas de succès. Ils se résignèrent plus ou moins alors à ne continuer à faire de la musique que pour eux-mêmes sans la diffuser. Johnny Dark quitta alors l'aventure pour se consacrer à d'autres intérêts. Mais le label KIN écouta leur démo en 2002 et se montra intéressé. Ils demandèrent alors au membre restant, Greenspan, de leur fournir d'autres créations. Celui-ci se rapprocha alors de Matt Didemus, ingénieur du son à KIN, pour composer et enregistrer de nouvelles chansons, suffisamment pour donner matière à un album.
Il résulta de cela la sortie d'un premier EP, Birthday/Last Exit, en octobre 2003, certains titres bénéficiant de remix de Fennesz. Ce maxi attira l'attention des critiques qui le saluèrent quasi unanimement. Un second EP suivit, High Come Down, en février 2004, avec cette fois-ci un remix de Manitoba (connu maintenant sous le nom de Caribou). Le succès ne se démentant pas, un premier album fut alors prévu.
Ce premier album, Last Exit, sortit le 21 septembre 2004 sur le label KIN. Une réédition par le label Domino Records avec des bonus tracks eut lieu plus tard.
Une chanson extraite de Last Exit se retrouva sur une compilation à succès du DJ néerlandais Sander Kleinenberg, This is Everybody Too, ce qui augmenta encore la notoriété de Junior Boys.
Le second album de Junior Boys, So This Is Goodbye, sortit le 21 mars 2006 sur le label Domino Records.
En 2007, un EP, The Dead Horse EP, contenant des remix de chansons de leur deuxième album, est sorti.
Le 10 juillet 2007, ils furent nommés pour les Polaris Music Prize mais ne remportèrent pas le prix.
Le 28 septembre 2008, le duo révéla sur sa page MySpace que l'enregistrement de leur troisième album était terminé et qu'il pensait le sortir en début d'année 2009.

## Promotion et critiques
Junior Boys fait partie des groupes qui bénéficièrent d'un éclairage manifeste de la part du site de critique Pitchfork. Même s'il est difficile de cibler précisément ce type d'influence, il est indéniable que Junior Boys en a profité.
Le premier album, Last Exit, a reçu la note de 8,9/10, le second, So This Is Goodbye, 9,0/10 et la récompense de Best New Music. Enfin, The Dead Horse EP a reçu la note 8,0/10.

## Discographie

### Albums studio
- 2004 - Last Exit
- 2006 - So This Is Goodbye
- 2009 - Begone Dull Care
- 2011 - It's All True
- 2016 - Big Back Coat
- 2022 - Waiting Game

### EP
- Birthday/Last Exit (2003)
- High Come Down (2004)
- In The Morning (2006)
- The Dead Horse EP (2007)
- No Kinda Man (2008)